# أيدان أورورك
أيدان أورورك (بالإنجليزية: Aidan O'Rourke)‏ هو لاعب كرة القدم الغالية بريطاني، ولد في 1984 في مقاطعة أرما في المملكة المتحدة.